# فرودگاه شهر سیئون
فرودگاه شهر سیئون حضرموت (به انگلیسی: Sayun Airport) یک فرودگاه همگانی با کد یاتا GXF است . این فرودگاه در شهر سیئون کشور یمن قرار دارد و در ارتفاع ۶۳۹ متری از سطح دریا واقع شده است.